# Операція «Колібрі»
«Операція „Колібрі“» (англ. The Hummingbird Project) — канадсько-бельгійський драматичний трилер про високочастотний трейдинг та прямий доступ до ринку з надзвичайно низькою затримкою. Автор сценарію і режисер Кім Нгуєн, продюсер П'єр Івен від кінокомпанії Item 7. У ньому знімались Джессі Айзенберг, Александр Скашгорд, Сальма Гаєк та Майкл Мендо.
Світова прем'єра стрічки відбулась на Міжнародному кінофестивалі в Торонто 8 вересня 2018 року. Він вийшов у США 15 березня 2019 року завдяки компанії The Orchard та 22 березня 2019 року в Канаді завдяки компанії Elevation Pictures.

## У ролях
| Актор              | Роль              |
| ------------------ | ----------------- |
| Джессі Айзенберг   | Вінсент Залеський |
| Александр Скашгорд | Антон Залеський   |
| Сальма Гаєк        | Єва Торрес        |
| Майкл Мендо        | Марк Вега         |
| Сара Голдберг      | Маша              |
| Анна Магвайр       | Квант Дженні      |
| Френк Шорпіон      | Браян Тейлор      |
| Йоган Гелденберг   | Аміш              |
| Квасі Сонгуй       | Рей               |
| Аїша Ісса          | Офелія Троллер    |

## Виробництво
У травні 2017 року було оголошено, що Джессі Айзенберг й Александр Скашгорд приєдналися до акторського складу фільму, а Кім Нгуєн став режисером і сценаристом. П'єр Івен став продюсером, а Браян Кавано-Джонс та Фред Бергер — виконавчими продюсерами від кінокомпаній Item 7, Automatik та HanWay Films відповідно. У вересні 2017 року Сальма Гаєк отримала роль у фільмі. У жовтні 2017 року до неї приєднався Майкл Мендо.
Основне знімання розпочали у Квебеку в листопаді 2017 року.

## Випуск
Світова прем'єра фільму відбулась на Міжнародному кінофестивалі в Торонто 8 вересня 2018 року, а пізніше того ж місяця його демонстрували на Міжнародному кінофестивалі в Ванкувері. Невдовзі The Orchard придбала американські права на розповсюдження фільму. Стрічка мала обмежений випуск у США з 15 березня 2019 року.